# 盧華紹
第一代澳門賭王，盧華紹（1848年11月10日—1907年12月15日）廣東新會人（今江門蓬江區潮連島），字育諾，號焯之。因其小名盧耇，故亦稱盧九，清末澳門富商；據族譜稱，盧華紹兄弟三人，且排名第三。由此可知，盧九之得名，非一般所言“在兄弟中排名第九”;
其長子盧廉若與次子盧煊仲在澳門亦甚出名，與孫中山私交甚篤，曾捐資革命。而其四子盧興原，則曾任中華民國檢察總長。曾孫盧景昭，為港澳著名商人，現任澳門奧委會主席。
據史料記載，1912及1913年，孫中山曾兩次訪問澳門，並下榻盧廉若的盧園春草堂（今盧廉若公園），會見中葡知名人士。

## 生平
盧九出身寒微，於咸豐七年（1857年）移居澳門，十年後開始經營錢莊之金融業務，開設「寶行錢號」，並以經營販賣鴉片與「宏豐公司」名義與周邊鴉片商合伙在廣東與澳門經營白鴿票（盧為公司最大股東）而雄財一方，成為澳門第一代賭王與當時的華人代表。他亦有參與公益事業，曾捐辦平價米糧與義學等，亦曾捐獻予澳門鏡湖醫院、同善堂等澳門慈善組織；在澳門有多個物業。

### 粵澳同時開賭第一人
開賭為業 - 促進澳門現代經濟格局的形成。盧九家族涉及的賭博品類最多，時間 最長。在近代澳門，無論從賭博品種、開賭時間以及經營規模方面，華人賭商無出其右者。據相關資料統計，盧九家族經營賭業累計歷時三十餘年，其中番攤三十年 （從一八八二年盧九承充氹仔番攤至一九一二年盧光裕承充澳門番攤），白鴿票（小闈姓）七年（從一九〇一年盧九在粵省經營小闈姓至一九〇七年承充澳門、氹仔、過路灣白鴿票），闈姓十三年（從一八九七年盧九在粵省經營闈姓至一九一〇年盧廉若承充澳門、氹仔、過路灣闈姓），仁慈堂彩票十年（一八九七年至一九〇 七年）。光緒二十六年（一九〇〇年），盧九承辦粵省小闈姓。盧九因此成為近代在粵澳同時開賭的第一人。作為近代澳門賭博業最重要的推動者，盧九家族為賭博業的發展作出了重要貢獻。
除了承攬 賭博之外，盧九家族參與了近代澳門的主要產業，包括鴉片、工業、貿易、房地產，甚至走私等。鮮為人知的是，盧九曾經是近代澳門的“豬肉大王”，一八八三年至一八九〇年，盧九獨自或與人合作，長期壟斷澳門、氹仔、過路灣的豬肉生意。以盧九家族為代表的華商家族對澳門的歷史貢獻，主要表現在從不同層面推進了澳門的現代化。
1890年盧九獲葡王卡洛斯一世授予主耶穌基督騎士十字勳章、四年後再獲授維索薩鎮聖母無原罪勳章，另在1898年報捐鹽運使銜，復歷保二品頂戴、廣西道員。及後他在廣州投得賭博經營權，須墊付二百萬兩賭餉，1904年廣東頒令禁賭後，宏豐業務萎縮，更負債纍纍；1907年在「娛園」家中上吊身故。

## 族譜
盧九共有十名妻妾、十七子、十六女；而現居於香港之商人盧景昭（盧榮錫之子、盧廉若之孫）與盧衍明皆為盧家後人。盧景昭的唐兄是盧衍明
盧景昭是澳門高爾夫球總會主席、格蘭披治大賽車委員會委員，而老澳門人都知道有一位專門代理洋煙的「煙仔佬」叫盧榮錫，而他就是盧景昭的父親.盧榮錫曾任澳門華人代表，在他退任華人代表後，始由澳門特首何厚鏵父親何賢接任。
盧景昭生於1944年，他在港經營一家市場調查公司，又做些貿易生意。他在澳門長大，在香港聖士提反中學畢業，與前特首董建華胞妹董建平是同學，之後負笈美國修讀經濟，回港後，繼承父親在澳門的煙草生意。盧景昭在港是「幸運骰」的馬主
據《新會潮連蘆鞭盧氏族譜》記載 -
盧九（一八四八年至一九〇七年），原名華紹，字育諾，號焯之
娶 - 歐陽氏，副梁、陳、梁、范、梁、張、何、黃、張九氏
長子、次子、七子 - 歐陽氏出；
三子、五子、八子、十二子、十三子 - 次副室梁氏出；
六子、十子 - 四副室梁氏出；
四子 - 五副室范氏出；
九子、十六子 - 六副室梁氏 出；
十一子、十四子、十五子 - 七副室張氏出 (十四子，八副室梁氏撫養；十五子，九副室黃氏撫養)；
十七子 - 十副室張氏出。
盧九十七子：長(鴻翔，字聖琯，號廉若)；二(宗璜，出嗣育茗（華益），字聖岸，號煊仲); 三(宗縉，字聖惇，號怡若)；四(興源，字聖步，號孔勉)；五(碩，字聖韻，號靜庵)；六(誦芬，字聖勩，號康民)；七(光忠，字聖牒，號季馴)；八(光圻，字聖，號篆璧)；九(光棣，字聖，號次常)；十(光德，殤，嗣子)；十一(光煒，字聖形，號美甫)；十二(光濤，字聖愷，號松坡)；十三(光龢，字聖模，號養平)；十四(光銓，號衡若)；十五(光霖，號小焯)；十六(光樾，字聖賢，號蔭民)；十七(光顯)。
盧九的後人，在近代澳門政商界最出色者，當屬侄子盧光裕、長子盧廉若、次子盧煊仲、三子盧怡若、四子盧興原。

### 盧廉若
人稱“澳門皇帝”的盧廉若對澳門的貢獻最 大。盧廉若（一八七八年至一九二七年），名鴻翔，字聖管，號廉若，又名光燦，以號行。光緖戊寅年（一八七八年）十一月初五生於廣東新會鄕間。“秋試屢躓”，乃授例納粟，以道員分發浙江，賞花翎二品頂戴。後至澳門，隨其父經營銀號、煙賭，遂成巨富，有“澳門皇帝”之稱。一九二七年七月十五日病逝，享年五 十歲。三十日舉殯，全澳政府機關下半旗致哀，總督及夫人為之扶柩執紼。在澳門歷史上，華人而享此榮譽者，盧廉若為第一人。盧廉若逝世後，葬於廣州市白雲山雙溪別墅旁山麓。